# Didymocyrtis epiphyscia
Didymocyrtis epiphyscia is een korstmosparasiet behorend tot de familie Phaeosphaeriaceae. Hij parasiteert op Physcia.

## Verspreiding
Didymocyrtis epiphyscia komt voor in Noord-Amerika en Europa. In Nederland komt het zeer zeldzaam voor.